# Шапошников, Адриан Григорьевич
Адриа́н Григо́рьевич Ша́пошников (29 мая (10 июня) 1887, Санкт-Петербург — 22 июня 1967, Москва) — русский и советский композитор. Народный артист Туркменской ССР (1967).

## Биография
Окончил Петербургский технологический институт (1909), одновременно брал уроки теории музыки и композиции у Василия Калафати. Затем принял решение посвятить себя музыке и поступил в Санкт-Петербургскую консерваторию в класс композиции, который и окончил в 1913 г. Учился у А. К. Глазунова, Н. А. Соколова, H. H. Черепнина, И. И. Витоля). В 1914—1916 гг. работал концертмейстером и преподавателем в Музыкально-историческом обществе графа А. Д. Шереметева.
После Октябрьской Социалистической революции вплоть до 1936 г. оставил музыкальную карьеру, работал инженером. В этот период сочинил небольшое количество камерных произведений: романсы на стихи Фёдора Сологуба, Игоря Северянина, Ивана Рукавишникова, Константина Бальмонта (1919—1923), сонатину для фортепиано (1923), сонату для виолончели и фортепиано (1935) и др.
В 1937 г. по приглашению кинорежиссёра Леонида Оболенского последовал за ним в Ашхабад для работы в созданной там оперной студии. Изучив туркменский национальный музыкальный материал, в 1939 г. создал музыку к спектаклю «Зохре и Тахир» на сюжет туркменского классика Молланепеса, затем переработал её в одноимённую оперу, которой 6 ноября 1941 года открылся Туркменский театр оперы и балета. В дальнейшем создал ещё ряд опер на туркменские национальные темы — согласно обычной советской практике, в соавторстве с композиторами титульной нации: Вели Мухатовым и Дангатаром Овезовым. Кроме того, Шапошниковым были написаны Туркменская рапсодия (1940) и Туркменский марш (1949) для оркестра, концерт для фортепиано с оркестром на туркменские темы (1947; 2-я редакция 1953); два хора на слова Махтумкули и другие сочинения с местным колоритом. В 1941—1948 гг. он занимал должность заместителя председателя правления Союза композиторов Туркменской ССР.
Пострадав во время Ашхабадского землетрясения, вернулся в Москву, однако до конца жизни продолжал работать над туркменскими темами и сотрудничать с музыкальными организациями Туркмении. В 1955 г. удостоен ордена Трудового Красного Знамени, в 1967 г. — почётного звания «Народный артист Туркменской ССР». Похоронен на Ваганьковском кладбище (11 уч.).
За последние годы в Туркмении возобновлены основные оперы Шапошникова — «Зохре и Тахир» и «Шасенем и Гариб»; по мнению современного туркменского музыкального критика,

Шапошников заронил в благодатную туркменскую почву семена классического западного музыкально-театрального искусства, из которых взошло и широко разрослось уникальное, самобытное явление — туркменская опера. Главное в его творчестве — та необычайная осторожность, бережность, чуткость, с которой он подходил к национальному материалу. Мелодика традиционных туркменских напевов в его произведениях осталась неизменной, оригинальные мотивы созданы по образцам народных, с небольшими творческими вариациями, а в оркестровке нашла отражение тембровая окраска народного инструментария. Эта необычайная скромность и щепетильность композитора Адриана Шапошникова, предельно уважавшего национальные основы выполняемых им работ, и стала залогом всенародной любви к его музыке, которая жива по сей день.

За пределами Туркмении продолжает пользоваться популярностью Соната для флейты и арфы (1926, 2-я редакция 1962), записанная, в частности, Луизой Ди Туллио и Сьюзен Макдоналд.